# Georges d'Amboise

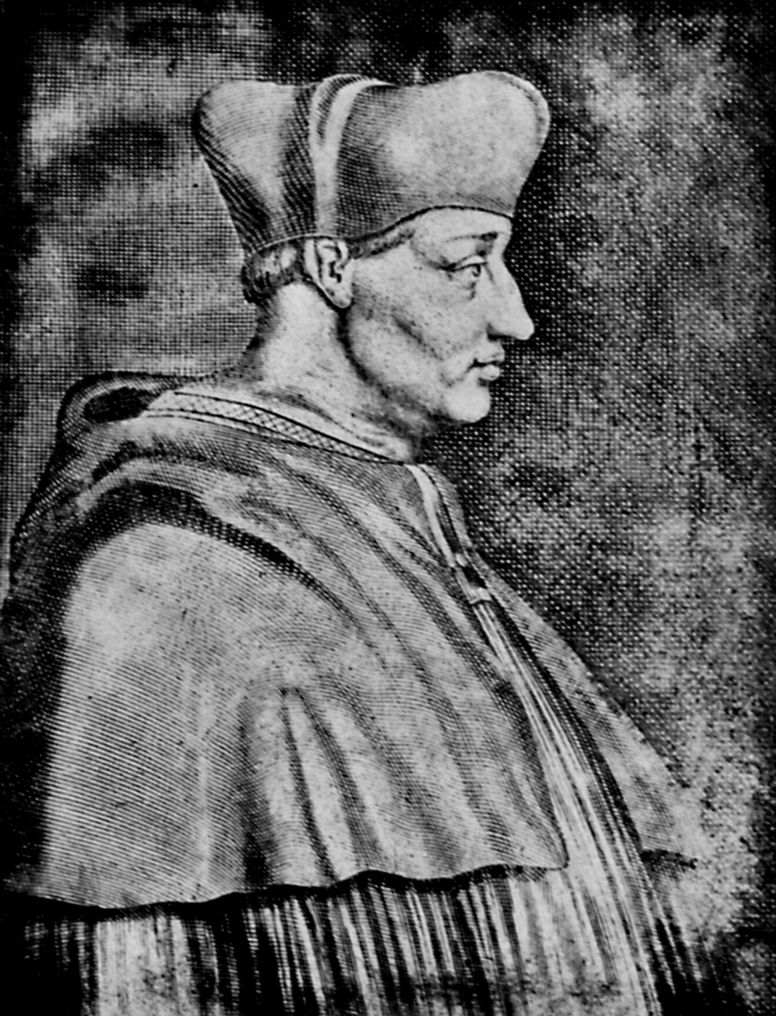
Georges d’Amboise

Georges d'Amboise (Chaumont-sur-Loire, 1460 - Lyon, 25 mei 1510) was een Franse aartsbisschop en kardinaal. Hij was tevens een belangrijk minister onder koning Lodewijk XII van Frankrijk.

## Levensloop
Georges d’Amboise werd geboren in het voorouderlijk kasteel in Chaumont-sur-Loire als zoon van Pierre d'Amboise, kamerheer van koningen Karel VII en Lodewijk XI en Frans ambassadeur in Rome. Al op jonge leeftijd werd Georges benoemd tot aalmoezenier van Lodewijk XI en abt in commendam van de Abdij van Grand Selve. In 1484, hij was toen nog maar 24, werd hij door paus Innocentius VIII benoemd tot bisschop van Montauban. Maar hij werd gevangen genomen onder koning Karel VIII op verdenking te hebben samengespannen met de hertog van Orléans (de latere koning Lodewijk XII). Georges d'Amboise zat negen maanden opgesloten voor hij werd verbannen naar zijn bisdom. In 1486 stelde hij daar Raymond de Ramundia aan als zijn vicaris-generaal. Toen zijn beschermheer, de hertog van Orléans, weer in genade was gevallen, ging het pijlsnel met de carrière van Georges d'Amboise. In 1492 werd hij benoemd tot aartsbisschop van Narbonne en in 1494 tot aartsbisschop van Rouen. Hij werd ook aangesteld als luitenant-generaal van Normandië.
In 1498 werd hij door koning Lodewijk XII aangesteld als eerste minister en hij werd gekroond tot kardinaal. Als minister slaagde hij erin de belastingen te verlagen door te snoeien in de administratie. Hij ging ook over tot gerechtelijke hervormingen. Hij droeg bij tot de voorbereiding van de expeditie van de koning tegen Milaan in 1499. Na de dood van paus Alexander VI in 1503 was hij een kandidaat voor de opvolging maar hij weigerde het Franse leger in te zetten om zijn kandidatuur kracht bij te zetten. Als compensatie werd hij wel aangesteld als pauselijk legaat voor het leven in Frankrijk en de Comtat Venaissin. Hij verdween wat van het voorplan maar bleef actief in de Franse regering. Hij was een hoofdonderhandelaar bij het Verdrag van Blois (1504) en de Liga van Kamerijk tegen Venetië.
Hij stierf in Lyon op terugreis van Italië en hij werd begraven in de kathedraal van Rouen.

## Galerij

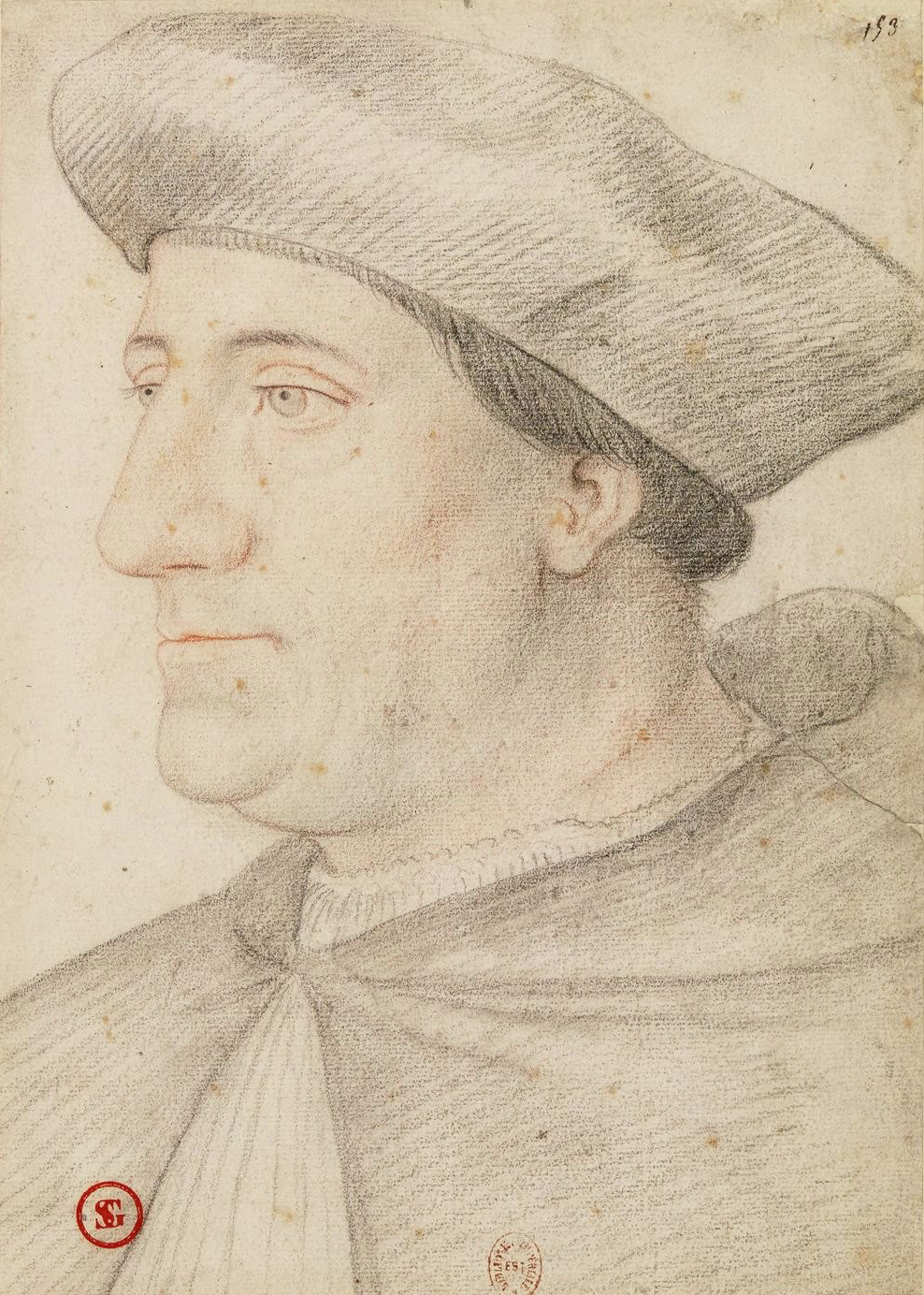
Anonieme tekening uit de 16e eeuw
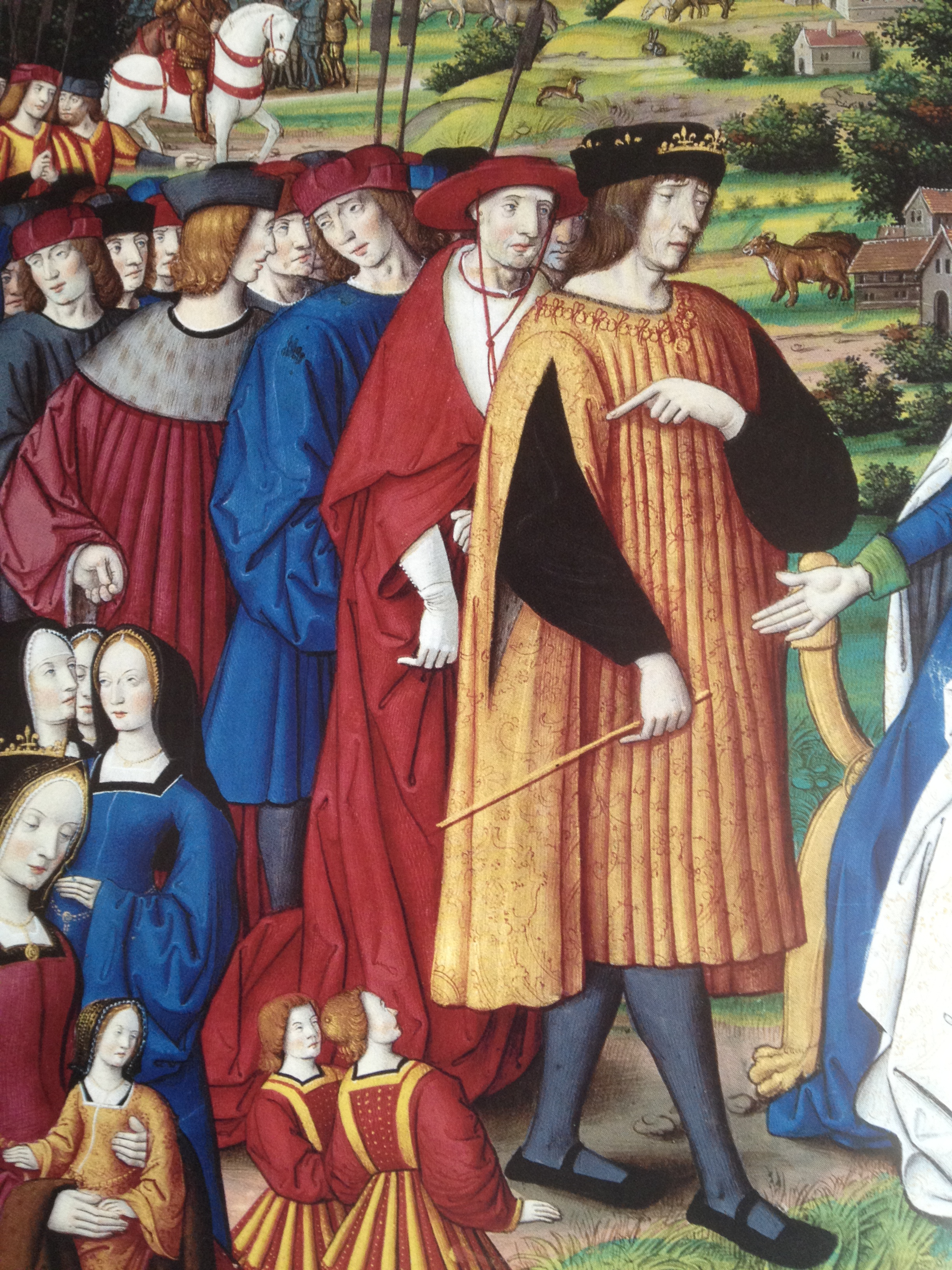
Koning Lodewijk XII met achter hem kardinaal Georges d'Amboise (1503)
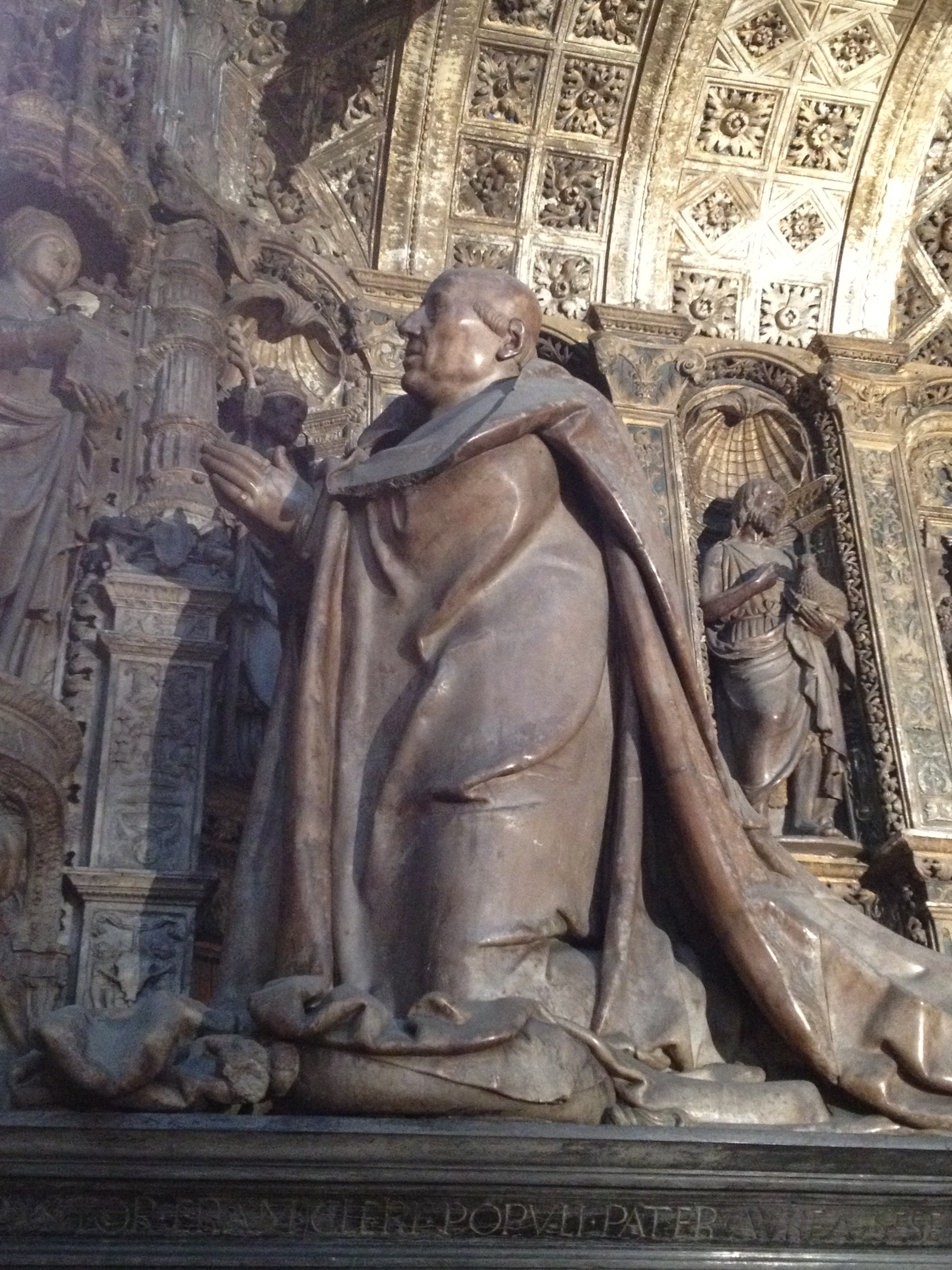
Beeld van Georges d'Amboise in het mausoleum van de kardinalen d'Amboise in de kathedraal van Rouen